# القفلة (عبس)

تعديل مصدري - تعديل

القفلة هي إحدى قرى عزلة بني ثواب بمديرية عبس التابعة لمحافظة حجة، بلغ تعداد سكانها 1028 نسمة حسب تعداد اليمن لعام 2004.